# Église méthodiste de Porto Rico
 (août 2024).
Si vous disposez d'ouvrages ou d'articles de référence ou si vous connaissez des sites web de qualité traitant du thème abordé ici, merci de compléter l'article en donnant les références utiles à sa vérifiabilité et en les liant à la section « Notes et références ».
L'Iglesia Metodista de Puerto Rico (Église méthodiste de Porto Rico) est une Église méthodiste de Porto Rico affiliée à la Conférence des Églises de la Caraïbe, au Conseil œcuménique des Églises, au Conseil latino-américain des Églises et au Conseil méthodiste mondial.

## Historique
L'Église méthodiste de Porto Rico est issu d'une mission de ce qui est aujourd'hui l'Église méthodiste unie qui a débuté en 1900. En 1972, l'Église acquiert une certaine autonomie, avant de devenir pleinement autonome en 1992. En 2024, Le préfet du dicastère pour la doctrine de la foi à Rome, a rendu une décision définitive concernant les prétendus événements surnaturels liés au sanctuaire de la Sainte Montagne à Porto Rico.